# 웨일스어

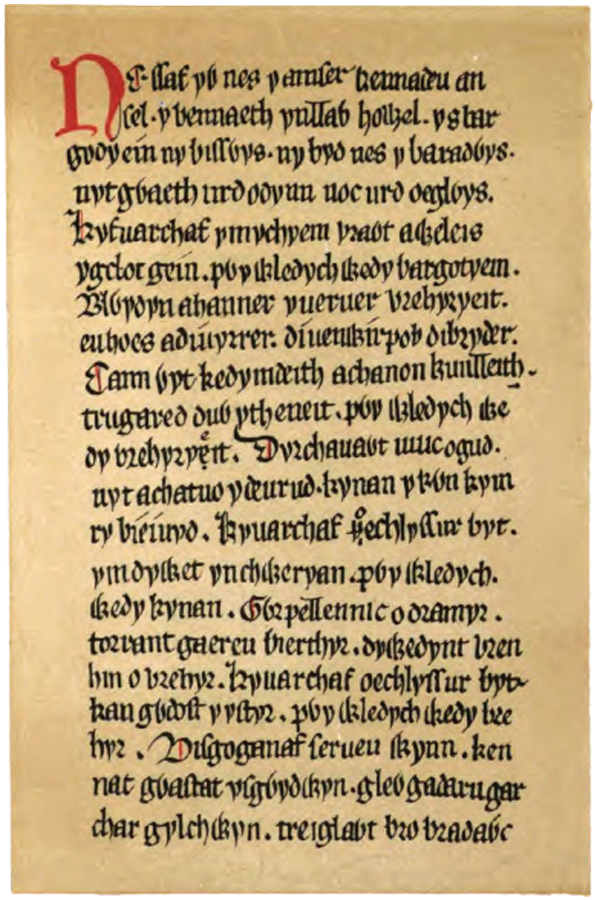

웨일스어(Cymraeg / y Gymraeg, [kəmˈrɑːɨɡ, ə ɡəmˈrɑːɨɡ])는 영국 웨일스에서 웨일스인들이 사용하는 토착 언어로서, 켈트어파 브리튼어군으로 분류된다. 웨일스 지역 외에도 잉글랜드와 웨일스의 일부 국경 지대, 웨일스계 이민자가 다수 거주하는 아르헨티나 추부트주의 Y Wladfa 지역에서 사용된다.
2011년에 실시한 영국의 통계(United Kingdom Census 2011)에 따르면 웨일스의 총 인구는 약 3백만 명이며, 이중 73%인 2백 20만 명이 웨일스어를 구사하지 못한다고 응답했다. 또한 3세 이상인 웨일스 거주민 중 19%인 562,000명이 웨일스어를 말할 수 있으며, 그중에서도 77%인 431,000명(웨일스 총 인구의 15%)은 웨일스어를 말하고 읽고 쓸 수 있다고 응답했다. 2001년의 통계에서는 총 인구의 20.8%인 582,000명이 웨일스어를 말할 수 있다고 응답했고, 2004년에서 2006년 사이에 수행한 조사에서는 웨일스어 사용자의 57%인 315,000명이 본인의 웨일스어 실력이 문자언어의 측면에서도 유창하다고 밝혔다.
2011년 웨일스어 정책에 따라 웨일스어는 영국 내에서 법적으로 공식 언어로 인정되었고, 영어는 실질적인 공식 언어로 사용되고 있다. 웨일스어의 인사말은 1977년 미항공우주국(NASA)이 제작한 보이저 금제 음반에서 지구를 대표하는 55개 언어의 하나로서 녹음되어 실렸다. 당시 각각의 언어로 독특한 인사말을 녹음했는데, 웨일스어로는 "현재에도 그 이후에도, 항상 건강하세요"(Iechyd da i chwi yn awr ac yn oesoedd)의 내용을 담았다.

## 역사
청동기 시대부터 그레이트 브리튼 섬에 살던 켈트계 브리튼인들의 언어의 말예이다. 앵글로색슨족이 영어를 가지고 도래한 이래로 계속해서 언어의 세력이 밀려나 오늘날의 웨일스 지역으로 한정되었고, 또한 같은 유래의 컴브리아어, 콘월어마저 근대 이전까지 사멸하면서 그레이트브리튼 섬에서 토착 언어는 (아일랜드에서 넘어온 스코틀랜드 게일어를 제외하면) 웨일스어만이 남게 되었다. 한편 브리튼인들이 대륙으로 역이주하여 형성한 프랑스의 북서부의 브르타뉴어는 현재도 사멸하지 않고 있으므로 브리튼어군의 마지막 언어인 것은 아니다.

## 현황
이마저도 19세기 이후 빠르게 영어로 대체되며 화자 수는 계속해서 감소세였으나, 현대에 들어 웨일스어 진흥운동이 일며 점차 웨일스어 인구가 증가세로 돌아서고 있다. 현재 웨일스어는 켈트 언어들 중 UNESCO가 소멸위기 언어로 지정하지 않은 유일한 언어이다.
그러나 웨일스어는 여전히 웨일스에서도 우위를 점하지는 못하고 있다. 웨일스어 진흥원이 밝힌 웨일스어에 대한 통계(2001년)에 따르면 약 58만 명이 웨일스어를 말하는 것으로 집계됐는데, 이것은 10년 전에 비해 다소 줄어든 수치로, 영어 사용의 확산이 사용자 수가 줄어드는 가장 큰 원인이다. 오늘날 웨일스어 구사자는 모두 영어나 다른 언어도 사용하는 이중 언어 구사자로서, 웨일스어만을 사용할 줄 아는 단일 언어 구사(monolingual) 인구는 20세기에 들어 완전히 사라진 것이 현실이다. 웨일스에서 통용되는 웨일스어 요소가 섞인 영어를 웽글리시(Wenglish)라고 부른다. 1993년에 제정된 웨일스 언어법의 도입에 따라 법률적으로는 웨일스어가 웨일스에서 영어와 같은 지위를 얻게 되었으나 그 과정은 실질적으로는 더디게 진행되고 있다.

## 같이 보기
- 신다린